# 谷嶋正仁
谷嶋 正仁（やじま まさひと、1967年〈昭和41年〉7月18日 - ）は、日本の航空自衛官。
第51代航空総隊司令官。現在の階級は空将。出身職種は飛行。

## 略歴
埼玉県出身。1990年（平成2年）3月、防衛大学校（34期）を卒業し、航空自衛隊入隊。ポーランド防衛駐在官、第1航空団司令兼ねて浜松基地司令、航空幕僚監部防衛部長、南西航空方面隊司令官、統合幕僚学校長などを歴任し、2024年（令和6年）12月24日に第51代航空総隊司令官に就任。